# Manuel Outumuro
Manuel Outumuro (La Merca, Orense, España, 9 de septiembre de 1949) es un fotógrafo español.
A muy corta edad se trasladó a Barcelona, donde se formó como diseñador gráfico en la Escuela Massana. Barcelona es la ciudad en la que siempre ha residido, exceptuando un paréntesis de cuatro años en Nueva York. Fue colaborador de la revista Por Favor y director de arte del suplemento La Vanguardia-Mujer. Impartió clases en EINA durante cinco años en la modalidad de Dirección de Arte. Fue miembro de la junta directiva del ADG-FAD (Associació de Dissenyadors Gràfics del Foment de les Arts i el Disseny). Durante los años que residió en Nueva York, colaboró como diseñador gráfico e ilustrador en diferentes publicaciones. En 1990 inicia su actividad como fotógrafo.
Su estudio de Barcelona ha creado la imagen gráfica y comunicación visual de renombrados diseñadores de moda. Como fotógrafo ha publicado en diferentes revistas internacionales (Vogue, Elle, Zest) y españolas (Telva, Fotogramas, Woman, La Vanguardia, El Mundo, Elle, El País y especialmente y de una forma continuada en Marie Claire). La cámara de Outumuro es un testigo excepcional documentando la historia de la indumentaria en este último cambio de siglo. Sus fotografías de moda, organizadas en un amplio archivo con más de 10 000 negativos y una gran cantidad de material digital, constituyen un documento único que refleja una parte de la historia de la moda en estos últimos veinte años. Este material sigue ampliándose con sus continuas colaboraciones en diversas publicaciones.
En otra vertiente, su archivo constituye también una memoria visual única donde se encuentra gran parte de la historia del cine español de los últimos 25 años. Por delante de la cámara de Outumuro han pasado y siguen pasando casi todos los actores, actrices y directores de nuestro cine, así como un gran número de personalidades de diferentes ámbitos culturales.
Entre sus últimos proyectos, cabe destacar el ser comisionado por el Ministerio de Cultura y la Fundación Balenciaga para fotografiar los trajes históricos del nuevo Museo Cristóbal Balenciaga.
Ha sido galardonado en varias ediciones con los premios Lux de Oro de la Asociación de Fotógrafos Profesionales y ha recibido varios Laus de Oro. Ha sido distinguido con el premio ARI como mejor fotógrafo del año 2002 otorgado por la Asociación de Editores de Revistas de Información. Su estudio de Barcelona, afincado en el Palacio Palmerola (siglo XVII), ha recibido el Premio ACCA 2002 (Associació de Crítics d’Art de Catalunya) a la iniciativa privada de la recuperación del patrimonio.
En noviembre de 2022 recibe el Premio Lucie, considerado -por su relevancia en este campo- como el Oscar de la fotografía, por su trayectoria en moda. La entrega se realiza en el Carnegie Hall de Nueva York.

## Exposiciones
1990. FIFTEEN OF MY FIFTY WITH TIFFANY  (F.I.T, Fashion Institute of Technology, New York). Comisario de la retrospectiva que esta prestigiosa institución dedicó a la diseñadora de joyas Elsa Peretti.
1996. ACTORES -individual- (Galería Marisa Marimón). Colección de retratos de actores y actrices del cine español. Actualmente trabaja en la preparación de un libro recopilatorio de estas imágenes.
2001. BARCELONA OTRA VISIÓN -individual- (Galería Vinçon). Una mirada insólita a una Barcelona inédita a través de una colección de imágenes que captan no sólo la arquitectura, sino también diferentes sensaciones y momentos de luz en la Ciudad Condal.
2003. FLUIDOS -individual- (Compact Art Gallery). Una colección de 20 fotografías donde el cromatismo de las anilinas dibujan sobre el agua sugerentes formas abstractas.
2003. TRAS EL ESPEJO -colectiva- (Museo de Arte Reina Sofía, Madrid). Selección de varias fotografías para ilustrar la gran exposición retrospectiva que este museo dedicó a la historia de la Moda en España.
2004. VITRINA DEL FOTÒGRAF -individual- (Palacio Robert). Esta pequeña galería ha sido siempre un referente en el mundo de la fotografía en Barcelona. Outumuro expuso en ella una serie de material fotográfico procedente de su archivo compuesto por: polaroid, contactos, pruebas de laboratorio, etc. Podría decirse que son fotografías realizadas para conseguir “la fotografía”. De esta exposición surgió la idea de publicar el libro TEST.
2005. GENIO Y FIGURA (Museo de Arte Moderno Saitama, Tokio). Patrocinada por la S.E.E.I y el Ministerio de Cultura de España. El compromiso de Outumuro con el mundo del “arte y la moda”, le ha llevado a proyectos como el comisariado de GENIO Y FIGURA. La Influencia de la Cultura Española en la Moda. Pinturas originales de Picasso, Miró, Casas, Julio Romero de Torres, Anglada Camarasa, etc, hasta un total de 40 obras de arte, compartiendo espacio con 60 trajes de grandes diseñadores internacionales que en alguna ocasión se inspiraron en lo español.
2006. GENIO Y FIGURA (Museo del Traje, Madrid). Comisariado de la itinerancia de la exposición presentada anteriormente en Japón.
2007. ESPEJOS DEL ALMA -colectiva- . El retrato fotográfico en la España de nuestros días. Exposición colectiva organizada por la Consejería de Cultura y Turismo de la Comunidad de Madrid a través de la Dirección General de Archivos, Museos y Bibliotecas.
2008. REMAKES -individual- (Festival de Cine de San Sebastián). Serie de fotografías donde 30 actores del cine español recrean secuencias míticas de grandes películas de la historia del séptimo arte.
2009. REMAKES II -individual- (Festival de Cine de San Sebastián). Una colección de fotografías siguiendo con el concepto de la exposición realizada en el 2008.
2009. TEMPO ATOPADO -individual- (Museo Municipal de Orense). Una serie de 60 fotografías donde el autor descubre los resultados extraídos de su libro “Test”. [http://www.laregion.es/noticia/110234/ourense/manuel/outumuro/exposici%C3%B3n/fotograf%C3%ADa/fotogr%C3%A1fica/ (enlace roto disponible en Internet Archive; véase el historial, la primera versión y la última).]
2010. OUTUMURO LOOKS, VEINTE AÑOS FOTOGRAFIANDO MODA -individual- (Museo del Diseño de Barcelona). Retrospectiva de Outumuro organizada por el Ajuntament de Barcelona a través del DHUB (Disseny Hub Barcelona). Recopilación de 250 fotografías de moda disparadas entre 1990 y 2010. Julio de 2010: Primera itinerancia en la sala de exposiciones del Auditorio de Galicia en Santiago de Compostela.
2010. DEL OJO QUE SE RESGUARDA EN LOS MARES -colectiva- (Galería Raíña Lupa). Muestra colectiva con varios fotógrafos y video artistas (Isabel Coixet, Francesc Torres, David Liventhal, Vari Caramés, etc) representados por la galería.
2011. MIRAR Y PENSAR BALENCIAGA -individual- (Sala Boulevard Kutxa, San Sebastián). 60 imágenes de gran formato seleccionadas de entre las más de 250 realizadas por Outumuro para el catálogo de la Colección Permanente del Museo Cristóbal Balenciaga.
2011. 49 TESTS -individual- (Galería Raíña Lupa). Un tiraje especial de 49 fotografías numeradas y firmadas por el autor, extraídas de su libro TEST.
2012.  MIRAR Y PENSAR BALENCIAGA -individual-. Primera itinerancia de abril a junio de 2012 en la Fundación NovaCaixa Galicia y posteriormente en el Museo del Traje de Madrid de junio a septiembre de 2012.
2012.  VER O NO VER -individual- (Casa América, Madrid). Una colección de 50 retratos de diferentes personajes del mundo cultural, el deporte y la ciencia en una acción solidaria para la Fundación Ojos del Mundo.
2013.  OUTUMURO. LOOKS -individual- (Multimedia Art Museum, Moscú (MAMM)). Del 8 de marzo al 3 de abril la muestra se expuso dentro de la bienal "Fashion and Style in Photography", concretamente en la mítica sala Central Exhibitions Hall Manege.
2013.  BARCELONA PRÊT A PORTER, 1958-2008 -colectiva- (Palacio Robert). Mirada retrospectiva a 50 años de moda catalana a través de la indumentaria y la fotografía.
2013. A COP D'ULL -colectiva- (Palacio de la Virreina). Exposición fotográfica colectiva que recoge la cultura visual fotográfica de Barcelona en la última década.
2014. OUTUMURO. LOOKS -individual- (Museo Etnográfico de Castilla y León).
2015. ESTAR O (TAL VEZ) SOÑAR, figurados, figuraciones, figurantes -individual- (Fundación Iberdrola). La creación en Euskadi a través de las obra de los museos del País Vasco: pintura, collage, escultura, grabado, etc, incluyendo 8 fotografías de gran formato de Outumuro para Balenciaga. 
2015. DISTINCION. Un siglo de fotografía de moda -colectiva- Museo del Diseño de Barcelona. Muestra de fotografías de los 35 autores que forman parte de la colección permanente del museo.
2015. LAST YEAR AT MARIENBAD -colectiva- (Kunsthalle Bremen). Un homenaje al enigmático filme de Alain Resnais y su influencia en varios artistas como Cindy Sherman, Jeff Koons, Alex Katz, Rober Longo, Kota Ezawa, Karl Lagerfeld y Outumuro entre otros.
2016. LAST YEAR AT MARIENBAD -colectiva- Galería Rudolfinum, Praga.
2016. CRISTÓBAL BALENCIAGA, PENSAMIENTOS FOTOGRÁFICOS Museo de Arte Moderno, MAMM, México.
2016. CON-FIO EN GALICIA -colectiva- Centro Gaias, Ciudad de la Cultura de Galicia. Historia de la moda hecha en Galicia. Además de indumentaria se incluye una colección de fotógrafos de moda gallegos.
2016. OUTUMURO BCN RETRATS -individual- (Palacio Robert).[1]. Una colección de 80 retratos de personajes vinculados con Barcelona.
2018. !MODA! EL DISEÑO ESPAÑOL A TRAVÉS DE LA FOTOGRAFÍA -colectiva- Festival PhotoEspaña. Museo del Traje (Madrid)
2020. DE BARRO Y LUZ -individual- (Lonja de Zaragoza). Ayuntamiento de Zaragoza y Festival PhotoEspaña.

## Libros publicados
Close-Up Up-Close: recopilación de fotografías en la que se muestra una serie de primeros planos de rostros femeninos.
Barcelona Otra Visión: una colección de imágenes atípicas sobre la Ciudad Condal.
Liquids: un proyecto compuesto de 20 fotografías sobre la abstracción accidental del cromatismo de las anilinas en el agua.
Test: recopilación de 300 fotografías realizadas para conseguir “la fotografía”. Polaroids, contactos, pruebas de luz, pruebas de laboratorio, etc., constituyen una colección de imágenes que muestran el proceso creativo del fotógrafo para lograr la imagen definitiva.
Tempo Atopado: libro editado con motivo de la exposición presentada en el Museo Municipal de Orense. 60 fotografías que plasman 60 resultados del libro "Test".
Outumuro Looks: extenso libro de 300 páginas editado por el Departamento de Cultura de l’Ajuntament de Barcelona, en el que se recopilan 250 fotografías de moda realizadas por Outumuro entre 1990 y 2010. La edición está complementada con textos firmados por periodistas, teóricos y expertos en fotografía y moda, que nutren de argumento y rigurosidad el trabajo de Outumuro.
Balenciaga: edición especial realizada por la Fundación Cristóbal Balenciaga y Editorial Nerea, en el que se recoge el trabajo fotográfico realizado por Outumuro, teniendo como objeto los trajes históricos del Museo Cristóbal Balenciaga.
Ver o No Ver: editado por la Fundación Ojos del Mundo, el catálogo recopila 50 retratos en blanco y negro de rostros conocidos en el mundo del cine, la moda, las artes escénicas, la literatura, el deporte o la gastronomía teniendo todos ellos como nexo de unión, la mirada de sus protagonistas.
Manuel Outumuro, PhotoBolsillo: colección de la Biblioteca de Fotógrafos Españoles, publicado por Editorial La Fábrica. Un ejemplar que reúne 64 fotografías en blanco y negro realizadas entre 1993 y 2014 reflejando la unión entre arte, retrato y moda.
El libro de los retratos: una recopilación de 200 retratos disparados en los últimos 25 años. Publicado por Editorial La Fábrica.  